# 向島消防署

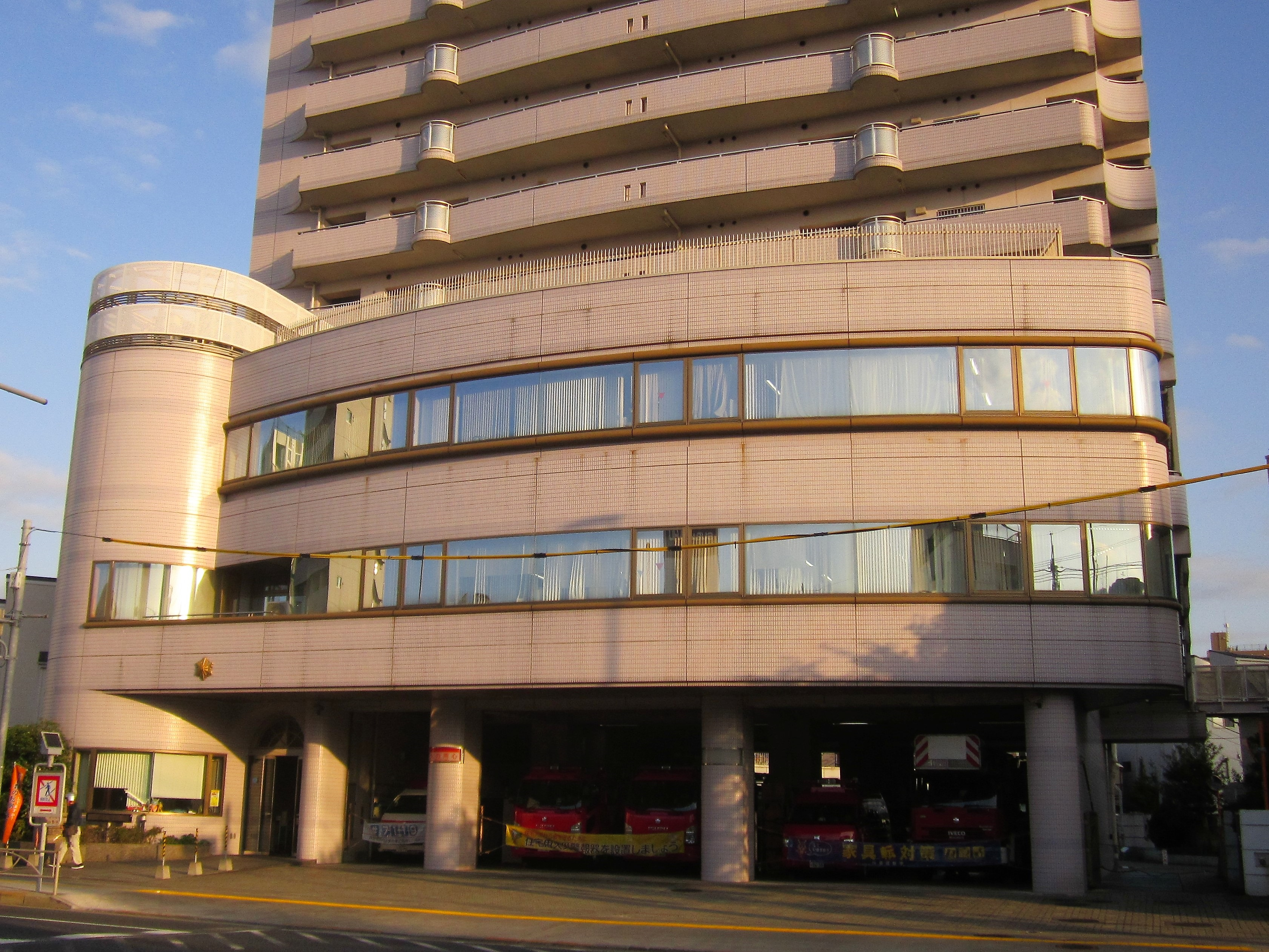
向島消防署

向島消防署（むこうじましょうぼうしょ）は、東京都墨田区東向島六丁目にある東京消防庁第七消防方面本部に所属する消防署。

## 概要
墨田区の北側地区を管轄地域とする。また墨田出張所には特別消火中隊が設置されている。

## 本署
- 東京都墨田区東向島六丁目22番3号
- 普通消防ポンプ車，化学車，はしご車，高規格救急車，消防活動二輪車，指揮隊車，非常用ポンプ車，非常用高規格救急車，査察広報車などが配置されている。

## 出張所
- 立花出張所
  - 墨田区立花五丁目9-3
  - 普通ポンプ車，水槽付小型ポンプ車，高規格救急車，資材搬送車
- 墨田出張所
  - 墨田区墨田五丁目16-2
  - 普通ポンプ車，水槽付小型ポンプ車，高規格救急車